# Hadulipolia odiosa
Hadulipolia odiosa là một loài bướm đêm trong họ Noctuidae.